# Nie przegap
Nie przegap – singel promujący pierwsze polskie DVD koncertowe Ewy Farnej pt. Live. Słowa do tej piosenki napisał Łukasz Kleszowski.

## Pozycje na listach przebojów
| Lista przebojów (2011-12)      | Najwyższa pozycja |
| ------------------------------ | ----------------- |
| Polska (Top airplay)           | 3                 |
| Polska (Top airplay – nowości) | 1                 |
| Polska (Top airplay TV)        | 1                 |

### Media polskie
| Lista                       | Pozycja |
| --------------------------- | ------- |
| Poplista RMF FM             | 1       |
| Szczecińska Lista Przebojów | 23      |